# Твіті
Твіті (англ. Tweety), Твіті Пай (Tweety Pie) — мультиплікаційний персонаж із мультсеріалів «Looney Tunes» і «Merrie Melodies» виробництва Warner Bros.. Жовтий кенар. Ім'я «Твіті» грунтується на грі слів Tweet (щебетання, цвірінькання), і Sweety (милий, чарівний); Pie також, крім звичайного пиріжок має застаріле значення сорока або журавель. Твіті з'являється в 48 мультфільмах часів Золотої Ери американської анімації. Перша поява — у мультфільмі «Історія двох кішечок».
У найперших мультфільмах Боба Клемпетта, Твіті досить агресивно налаштований проти своїх ворогів. Нерідко переходив до бійки. Однак його характер «пом'якшав», коли за справу взявся мультиплікатор Фріц Фреленг. Твіті перетворився в милу чарівну пташку, яка перемагає ворогів з допомогою дурниці ворогів і своєю хитрістю.
Найчастіше Твіті з'являється на екрані разом з бабусею і котом Сільвестором, бувши домашньою канаркою.

## Часті сюжети мультфільму
- Голодний Сільвестр хоче з'їсти пташку, але йому перешкоджають інші персонажі - зазвичай Бабуся або Бульдог Гектор.
- Твіті каже свою «коронну фразу» «I tawt I taw a puddy tat! »І« I did, I did taw a puddy tat! »
- Сильвестр намагається зловити Твіті за допомогою різних пристроїв і пасток. Однак, найчастіше нічого не спрацьовує, а іноді, і сам Сильвестр потрапляє в свої ж пастки.

## Появи
- Твіті з'являється у фільмі « Хто підставив кролика Роджера ». Він прилітає в той момент, коли Едді Веліант висить двома руками на жердині. Граючи з його пальцями в «черв'ячків», Твити випадково скидає Едді.
- У 90-х, був героєм анімаційного серіалу « Сильвестр і Твіті: Загадкові історії », де Бабуся разом з Твіті, Сільвестором і Гектором засновують детективне агентство.
- Твіті був головним героєм анімаційного фільму « Велика пригода Твіті », в якому він подорожував по всьому світу.
- У Пригодах мультяшок Твіті грає роль вчителя і наставника канарки Світі.
- У Бешкетних анімашки і «Що Новенького, Скубі Ду? »Мав невеликекамео .
- У телевізійному шоу « Сновиди » нащадок Твіті, відомий як Королівський Твітумс стає правителем планети Бланк, після того як головні герої скидають із престолу Королеву Греннікус (нащадок Бабусі ) і Сілт Вестера (нащадок Сільвестора ), які не хотіли, щоб на планеті запанувала абсолютна монархія Твітумса.
- Також Твіті з'являється в ігрових фільмах Луні Тюнз: Знову в справі і Космічний джем .
- Твіті - один з героїв нового мультсеріалу «Шоу Луні Тюнз», проживає в місті разом з героями Looney Tunes .
- Warner Brothers також анонсувало про нові короткометражних мультфільмах в форматі 3-D за участю Твіті і Сільвестра . Мультфільми будуть показуватися в кінотеатрах перед деякими фільмами, випущеної цією студією. [1] (В стилі вже вийшли нових мультфільмів за участю Вайла Койота і Дорожнього бігуна, які демонструвалися перед фільмами Легенди нічної варти, Кішки проти собак: Помста Кітті Галор і Ведмідь Йогі ).

## Фільмографія
MM - Merrie Melodies 

LT - Looney Tunes

### Режисер - Роберт Клампетт
- A Tale of Two Kitties (1942) - MM
- Birdy and the Beast (1944) - MM
- A Gruesome Twosome (1945) - MM

### Режисер -Фріз Фрілінг
- Tweetie Pie (1947) - MM
- I Taw a Putty Tat (1948) - MM
- Bad Ol' Putty Tat (1949) - MM
- Home Tweet Home (1950) - MM
- All a Bir-r-r-rd (1950) - LT
- Canary Row (1950) - MM
- Putty Tat Trouble (1951) - LT
- Room and Bird (1951) - MM
- Tweety's SOS (1951) - MM
- Tweet Tweet Tweety (1951) - LT
- Gift Wrapped (1952) - LT
- Is Not She Tweet (1952) - LT
- A Bird in a Guilty Cage (1952) - LT
- Snow Business (1953) - LT
- Fowl Weather (1953) - MM
- Tom Tom Tomcat (1953) - MM
- A Street Cat Named Sylvester (1953) - LT
- Catty Cornered (1953) - MM
- Dog Pounded (1954) - LT
- Muzzle Tough (1954) - MM
- Satan's Waitin' (1954) - LT
- Sandy Claws (1955) - LT
- Tweety's Circus (1955) - MM
- Red Riding Hoodwinked (1955) - LT
- Tweet and Sour (1956) - LT
- Tree Cornered Tweety (1956) - MM
- Tugboat Granny (1956) - MM
- Tweet Zoo (1957) - MM
- Tweety and the Beanstalk (1957) - MM
- Birds Anonymous (1957) - MM
- Greedy For Tweety (1957) - LT
- A Pizza Tweety Pie (1958) - LT
- A Bird in a Bonnet (1958) - MM
- Trick or Tweet (1959) - MM
- Tweet and Lovely (1959) - MM
- Tweet Dreams (1959) - LT
- Hyde and Go Tweet (1960) - MM
- Trip For Tat (1960) - MM
- The Rebel Without Claws (1961) - LT
- The Last Hungry Cat (1961) - MM
- The Jet Cage (1962) - LT

### Режисер - Джеррі Чінікуї
- Hawaiian Aye Aye (1964) - MM

### Режисер -Чак Джонс
- No Barking (1954) (камео) - MM

### Після Золотий Ери американської анімації
- Пригоди мультяшок (1990)
- Carrotblanca (1995)
- Сильвестр і Твіті: Загадкові історії (1995)
- Космічний джем (1996)
- Велика пригода Твіті (2000)
- Бебі Луні Тюнз (2002)
- Луні Тюнз: Знову в справі (2003)
- Крик в музеї (2004)
- Bah, Humduck! A Looney Tunes Christmas (2006)
- Шоу Луні Тюнз (2011)